# Silver Springs Shores
Silver Springs Shores é uma Região censo-designada localizada no estado americano de Flórida, no Condado de Marion.

## Demografia
Segundo o censo americano de 2000, a sua população era de 6690 habitantes.

## Geografia
De acordo com o United States Census Bureau tem uma área de
12,5 km², dos quais 12,4 km² cobertos por terra e 0,1 km² cobertos por água.

## Localidades na vizinhança
O diagrama seguinte representa as localidades num raio de 32 km ao redor de Silver Springs Shores.